# Transports intercommunaux Centre Essonne
Pour les articles homonymes, voir TICE.
Transports intercommunaux Centre Essonne (TICE) désigne un réseau de bus organisé par Île-de-France Mobilités et la communauté d'agglomération Grand Paris Sud afin de desservir le centre de l'Essonne.
TICE est par ailleurs une Société d'économie mixte (SEM) ayant pour actionnaires l'agglomération Grand Paris Sud (61,75 % du capital détenu), Transdev (18,83 % du capital détenu), le groupe Keolis (18,75 % du capital détenu) et des entreprises privées (0,67 % du capital détenu).
Le réseau prend fin le 31 décembre 2023 en raison de l'ouverture à la concurrence des transports en commun en Île-de-France, remplacé par le réseau de bus Évry Centre Essonne.

## Histoire
- Mars 1975 : mise en place des lignes 401, 402, 403, 404 et 404N par la Régie autonome des transports parisiens (RATP).
- Novembre 1978 : mise en place de la ligne 405.
- Octobre 1986 : mise en place de la ligne 406.
- Janvier 1988 : exploitation du réseau de la région d'Évry par la société d'économie mixte « Transports intercommunaux Centre Essonne » (TICE) pour une durée de cinq ans, renouvelable.
- Janvier 1996 : convention renouvelée pour une durée de quinze ans.
- Depuis la rentrée 2010 est apparu le service Timéo. Cette application, fonctionnant grâce à des codes disponibles pour chaque arrêt (également en braille), permet de connaître par Internet le temps d'attente avant l'arrivée des deux prochains bus à l'arrêt.
- 18 mars 2013, la ligne 510 est prolongée de Fleury-Mérogis — Hôpital Manhès à la zone d'activités de la Croix Blanche située à Sainte-Geneviève-des-Bois. Son amplitude de service est élargie circulant maintenant entre 6 h et 21 h et voit sa fréquence en semaine passée à un bus toutes les 15 minutes aux heures de pointe et toutes les 30 minutes aux heures creuses ainsi que le week-end[2].
- Juillet 2015 : TICE rachète le dépôt de bus de Bondoufle et ses principaux sous-traitants[3].
- 4 janvier 2016 : mise en place d'un nouvel itinéraire pour la ligne 408[4].
- 29 août 2016 : division de la ligne 402 en deux (création de la ligne 420 entre Épinay-sur-Orge et Grigny, et ligne 402 de Viry-Châtillon au Coudray-Montceaux)[5].
- 28 août 2017 : création d'une antenne vers la gare de Corbeil-Essonnes à partir de l'arrêt Tarterêts sur la ligne 402 avec la création de deux nouveaux arrêts : Montagne des Glaises et Charles Robin[6].
- 27 août 2018 : inauguration du site propre du quartier de la Grande Borne à Grigny pour la ligne 402 (création de deux nouveaux arrêts dans le quartier)[7].
- 10 décembre 2018 : création d'un service le week-end sur la ligne 418 en lien avec le SA 2019 du RER D[8].
- 2 septembre 2019 : création de la ligne 409M entre Lisses et le lycée Marie Laurencin de Mennecy[9].
- 24 août 2020 : création de la ligne 413F entre Bondoufle et Fleury-Mérogis.
- 1er août 2023 : à la suite de la création du Réseau de bus Cœur d'Essonne, Transdev CEAT cesse d'exploiter la ligne 510 qui sera alors uniquement exploité par Keolis Meyer et TICE.
- 1er janvier 2024 : Fin du réseau TICE, remplacé par le réseau de bus Évry Centre Essonne.

### Ouverture à la concurrence
À la suite de l'ouverture à la concurrence des transports en commun en Île-de-France, le réseau TICE ainsi que les lignes des Cars Sœur, les lignes DM4, DM7S, DM22 de Keolis Meyer, la ligne 24.06 et le réseau de bus Seine Essonne Bus de Keolis Seine Essonne vont être regroupés en un seul réseau, correspondant à la délégation de service public numéro 23 établie par Île-de-France Mobilités. La ligne N144 du Noctilien en fait également partie, de même que la future ligne 4 du TZen. Un appel d'offres a donc été lancé par l'autorité organisatrice afin de désigner une entreprise qui succèdera à l'exploitation de TICE, Cars Sœur, Keolis Meyer et Keolis Seine Essonne pour une durée de sept ans.
C’est finalement Keolis qui est désigné comme futur exploitant, le 28 juin 2023 du réseau de bus Évry Centre Essonne via la société Transports intercommunaux Seine Sénart Essonne (TISSE).

## Le réseau

### Dépôt et avenir du dépôt
Situé au 5, rue du Canal, à Bondoufle, dans la zone industrielle de la Marinière, et ancien local des services d'assainissement de la commune, il a été ouvert en 1995 par Pascal Baudouin, aujourd'hui PDG de la société PB Convoyages.
Sur décision de cette dernière, et avec l'aide de l'ancienne société d'exploitation TransEssonne, TransÉvry est une ancienne filiale, devenue indépendante par la suite et rachetée après par la TICE en 2015. Elle avait pour mission d'alléger l'exploitation de TransEssonne.
En 2014, une étude conclut qu'un nouveau dépôt serait nécessaire, à la demande d'Île-de-France Mobilités. Ce dépôt serait capable d'accueillir des véhicules circulant au biogaz, avec un total de 200 places attribuées aux bus.
Le dépôt de TransÉvry était celui qui logeait les véhicules TICE, ainsi que les conducteurs affrétés. TransÉvry formait un pot commun de conducteurs auquel les entreprises CEAT et Daniel Meyer (aujourd'hui tous deux dans la DSP 25 Transdev Cœur Essonne) pouvaient faire appel. En 2015, la TICE procède au rachat de la franchise de TransÉvry ainsi que les quelque 500 conducteurs affrétés ; le dépôt appartient alors à TICE et les conducteurs ex-TransÉvry sont désormais des conducteurs TICE.
En 2018, le réseau TICE, appartenant à la société du même nom, procède à l'agrandissement du dépôt d'une dizaine de places.
Le futur centre d'exploitation devait se situer dans la même commune que le centre actuel, à Bondoufle, sur le site du Bois-Bailleul, considérant l'actuel dépôt de la zone industrielle de la Marinière comme sous-dimensionné, inadapté à l’évolution du matériel roulant dans le cadre de la loi de transition énergétique par l'Organisation Setec. Ferrand-Sigal le qualifie également de sous dimensionné et d’inadapté aux travaux liés à la transition énergétique.
La mairie de Bondoufle a déposé un projet d'arrêté préfectoral le 29 août 2022. Une enquête publique a été réalisée de septembre à octobre de la même année. À l'issue de cette enquête, un rapport est publié par la mairie de Bondoufle au début de l'année 2023, où sont mentionnées les principales raisons de la demande de changement de dépôt. Ce document présente la demande d'autorisation environnementale de construction, qui est accordée.
En plus de respecter la transition énergétique et de faciliter l'exploitation, le dépôt doit également comporter des bureaux afin de réunir tous les salariés au même endroit. En effet, le siège TICE à Évry-Courcouronnes regroupe une partie des salariés. Les personnes indispensables à l'exploitation, tels que le directeur des opérations, le responsable des ressources humaines, les mécaniciens/électrotechniciens ainsi que les conducteurs, les chefs de lignes, régulations, etc. sont situés au dépôt de Bondoufle.
Le nouveau dépôt a été commandé par Île-de-France Mobilités. Les maîtres d'ouvrages désignés sont : 
- FERRAND-SIGAL Architectes & Associés[14] ;
- WSP France BET Tous Corps d’État[14] ;
- CYPRIUM Economiste[14] ;
- EAI BET Acousticien[14] ;
- EODD BET Construction Durable[14].

La surface totale devrait atteindre 7 920 m2 sur une parcelle totale de dix hectares. Le coût total a été estimé à 32 200 000 euros.

FERRAND-SIGAL expose un programme comme suit :
PROGRAMME :
Actuellement, le dépôt principal du réseau TICE est situé à Bondoufle. L’atelier de maintenance situé sur le dépôt originel est sous-dimensionné et totalement inadapté à la transition énergétique. Il nécessite une large sous-traitance pour permettre la maintenance des véhicules.
Une volonté de restructuration du réseau bus, du fonctionnement des véhicules (motorisation au GNV voire au bio GNV) ainsi que la future ouverture à la concurrence du marché francilien du transport public routier de voyageurs prévue pour 2021 ont conduit Ile de France Mobilités à envisager la construction d’un nouveau dépôt bus, comprenant un atelier de maintenance, des locaux administratifs, commerciaux et d’exploitation, un local régulation et sécurité (PCC/SAEIV), un parking de stationnement des bus et des véhicules légers, des aires de lavage et une station-service pour le carburant et des aménagements extérieurs paysagers.
Quelques illustrations sont disponibles dans leur site.
Cependant des habitants sont opposés à ce projet en raison de la disparition des terres agricoles provoquées par sa future implantation.

### Présentation

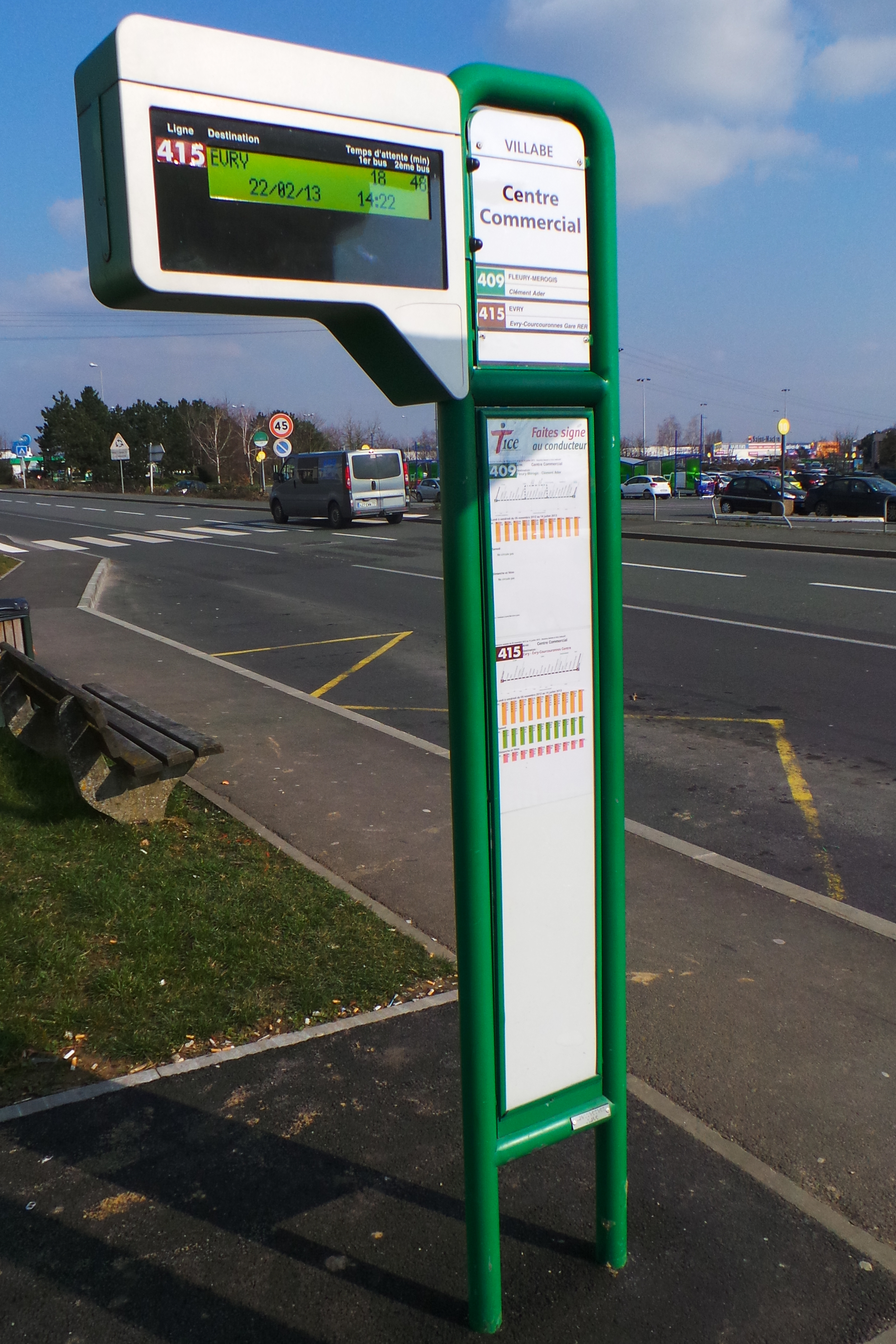
Système d'information en ligne du réseau TICE.

Le réseau de bus TICE desservait un bassin du centre de l'Essonne composé de 21 communes avec les lignes suivantes :
1. Bondoufle (lignes 401, 403, 409, 413, 413F, 414, 414D et 453) ;
2. Brétigny-sur-Orge (ligne 414) ;
3. Corbeil-Essonnes (lignes 401, 402 et 405) ;
4. Épinay-sur-Orge (ligne 420) ;
5. Étiolles (lignes 403 et 453) ;
6. Évry-Courcouronnes (lignes 401, 402, 403, 404, 405, 407, 407S, 408A, 408B, 409, 409M, 413, 414, 414D, 415, 416, 419 et 453) ;
7. Fleury-Mérogis (lignes 401, 409, 413F et 510) ;
8. Grigny (lignes 402, 420, 510 et 510P) ;
9. Le Coudray-Montceaux (lignes 402 et 412) ;
10. Le Plessis-Pâté (ligne 414) ;
11. Lisses (lignes 404, 405, 409, 409M, 414D, 415, 416 et 453) ;
12. Mennecy (ligne 409M)
13. Morsang-sur-Orge (ligne 420) ;
14. Ris-Orangis (lignes 402, 403, 404, 405, 406, 407, 407S, 413, 418 et 419) ;
15. Saint-Michel-sur-Orge (ligne 401) ;
16. Sainte-Geneviève-des-Bois (lignes 401 et 510) ;
17. Soisy-sur-Seine (lignes 403 et 453) :
18. Vert-le-Grand (ligne 414D) ;
19. Villabé (lignes 409, 409M et 415) ;
20. Villemoisson-sur-Orge (ligne 420) ;
21. Viry-Châtillon (lignes 402 et 420).

## Exploitation

### Exploitant
TICE est une société anonyme d’économie mixte (SAEM), ayant pour actionnaire la communauté d'agglomération Grand Paris Evry Centre-Essonne. 
Keolis intervient afin d'assurer l'assistance technique des véhicules du réseau.
- Président : Jean Caron, premier adjoint au maire de Courcouronnes, chargé de l'économie et des finances et conseiller communautaire de l'agglomération Grand Paris Sud.
- Directeur : Mohamed Khoutoul depuis avril 2019[18].
- Partenaire privé de la SAEM TICE : Groupe Keolis.

### Matériel roulant

#### Bus standards
| Constructeur | Modèle                          | Nombre | Numéros de parc (ou coquilles) | Période de mise en service | Affectation | Observation |
| ------------ | ------------------------------- | ------ | ------------------------------ | -------------------------- | ----------- | ----------- |
| Heuliez Bus  | GX 337 hybride                  | 1      | 3000                           | 06/2016                    | -           |             |
| Heuliez Bus  | GX 337                          | 2      | 387-388                        | 12/2014                    | -           |             |
| Heuliez Bus  | GX 327                          | 15     | 369, 374-375 377-386           | 07/2009 à 12/2013          | -           |             |
| Heuliez Bus  | GX 327 BHNS                     | 4      | 370-373                        | 09/2010                    | -           |             |
| Man          | Lion's City                     | 20     | 395-397, 1000-1017             | 04/2007 à 12/2019          | -           |             |
| Man          | Lion's City 12                  | 8      | 1018-1025                      | 12/2020 à 04/2021          | -           |             |
| Man          | Lion's City 12 Efficient Hybrid | 4      | 3001-3004                      | 03/2021 à 04/2021          | -           |             |

#### Bus articulés
| Constructeur  | Modèle         | Nombre | Numéros de parc (ou coquilles)           | Période de mise en service | Affectation | Observation |
| ------------- | -------------- | ------ | ---------------------------------------- | -------------------------- | ----------- | --- |
| Heuliez Bus   | GX 437 hybride | 10     | 2000-2009                                | 12/2015 à 05/2016          | -           | |
| Heuliez Bus   | GX 437         | 7      | 250-256                                  | 06/2016                    | -           | |
| Heuliez Bus   | GX 427         | 15     | 240-243, 245, 247-249, 460-466           | 07/2009 à 12/2013          | -           | Le bus 246 a été incendié au niveau du moteur le 22 septembre 2023, lors de son service sur la ligne 402, à Grigny-Centre.                                                                  |
| Heuliez Bus   | GX 427 BHNS    | 5      | 244, 440, 442-444                        | 09/2010 à 12/2013          | -           | |
| Man           | Lion's City G  | 17     | 257-259, 268-275, 425-426, 428-430, 439. | 12/2008 à 12/2019          | -           | Les 257-259 et 268-275 sont des Lion's City G Euro 6. Le bus 427 est réformé à la suite d'un accident. Les bus 429 et 430 sont des anciens véhicules RATP rachetés d'occasion en août 2023. |
| Man           | Lion's City 18 | 3      | 276-278                                  | 12/2020                    | -           | |
| Mercedes-Benz | Citaro G       | 1      | 423                                      | 09/2007                    | -           | |
| Mercedes-Benz | Citaro G C2    | 8      | 260-267                                  | 01/2018 à 06/2018          | -           | |

#### Midibus
| Constructeur | Modèle   | Nombre | Numéros de parc (ou coquilles) | Période de mise en service | Affectation | Observation |
| ------------ | -------- | ------ | ------------------------------ | -------------------------- | ----------- | ----------- |
| Heuliez Bus  | GX 137 L | 6      | 525-530                        | 07/2018 à 02/2020          | -           |             |
| Heuliez Bus  | GX 137   | 9      | 520-524, 531-534               | 12/2014 à 12/2020          | -           |             |

#### Minibus
| Constructeur  | Modèle           | Nombre | Numéro de parc (ou coquilles) | Période de mise en service | Affectation | Observation                                                |
| ------------- | ---------------- | ------ | ----------------------------- | -------------------------- | ----------- | ---------------------------------------------------------- |
| Mercedes-Benz | Sprinter City 65 | 4      | 602-605                       | 07/2009                    | -           | Le 604, en cours de réforme, n'est affecté à aucune ligne. |

## Galerie de photographies

Anciens et nouveaux bus du réseau TICE
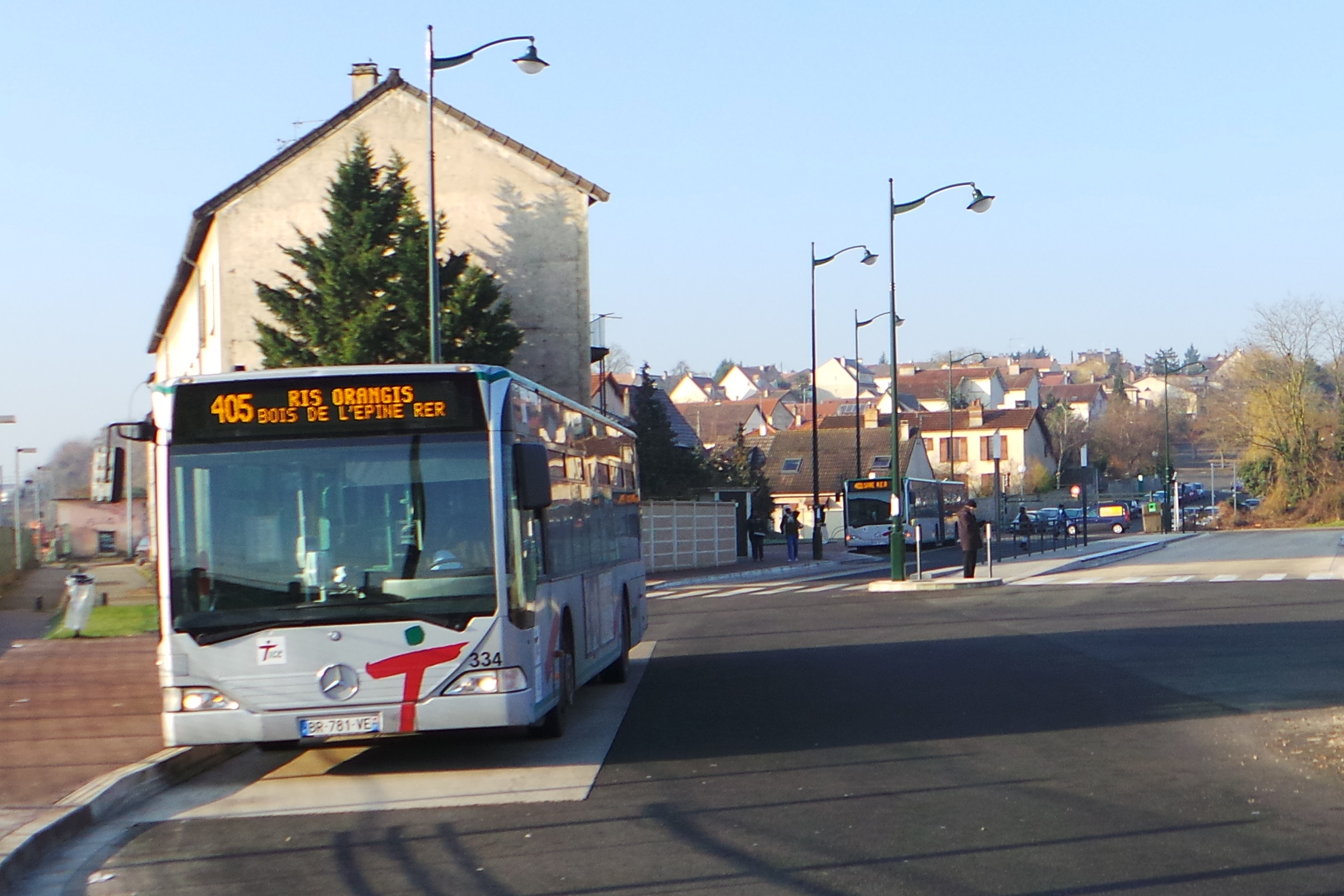
Mercedes Citaro sur la ligne 405 à la gare routière de Corbeil-Essonnes.
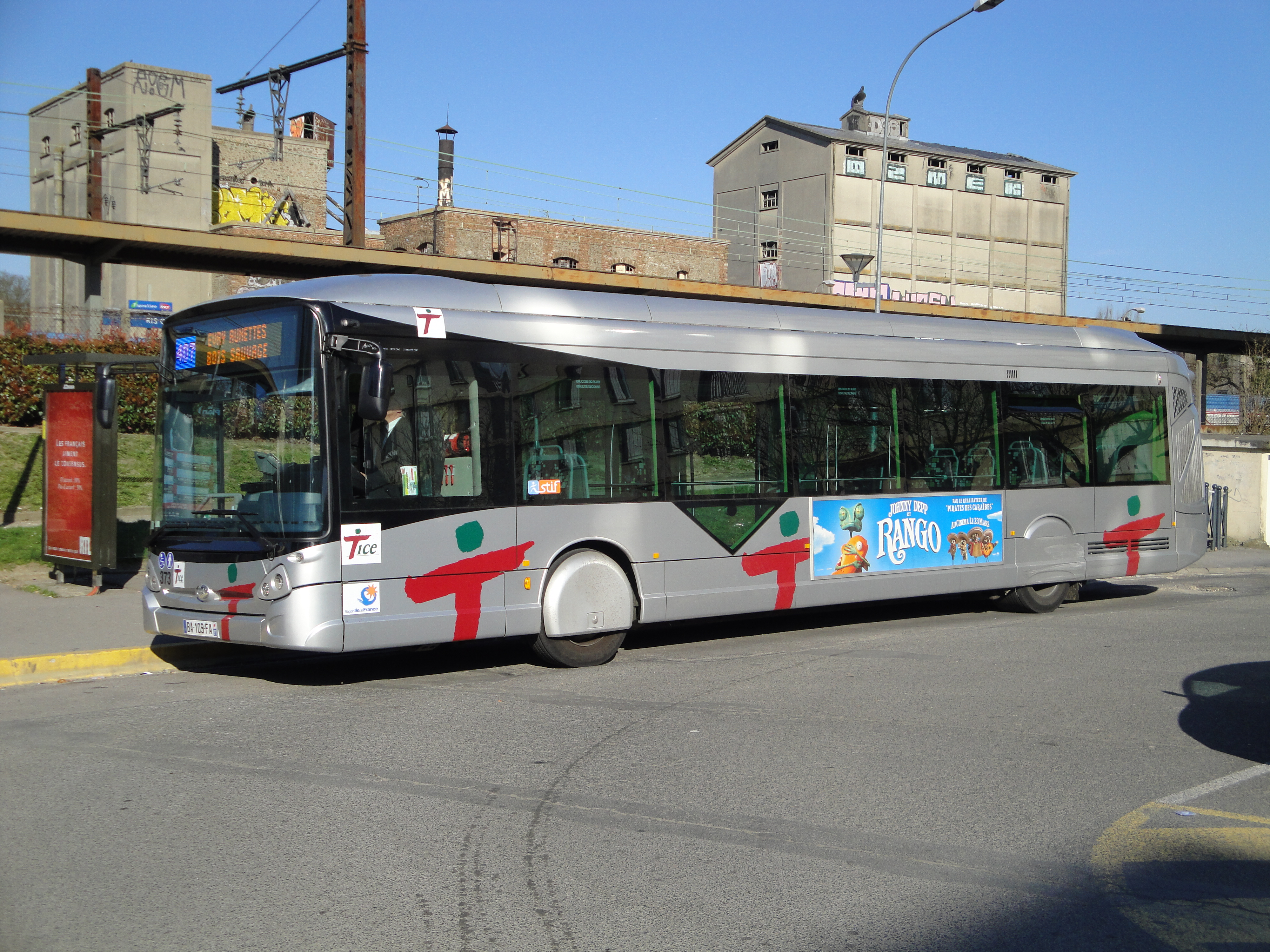
Heuliez GX 327 BHNS sur la ligne 407 à la gare de Ris-Orangis.
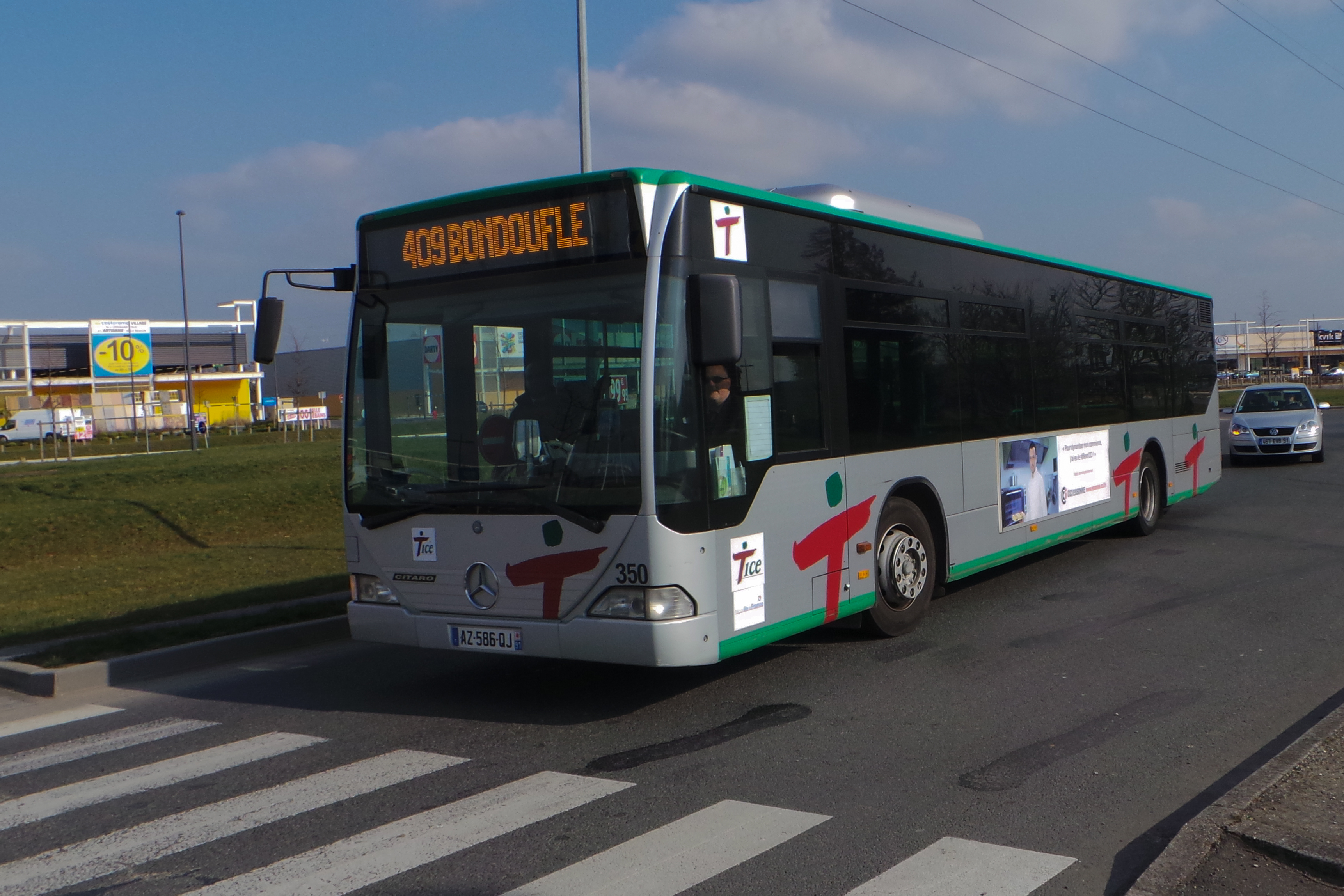
Mercedes Citaro sur la ligne 409 dans la zone commerciale de Villabé.
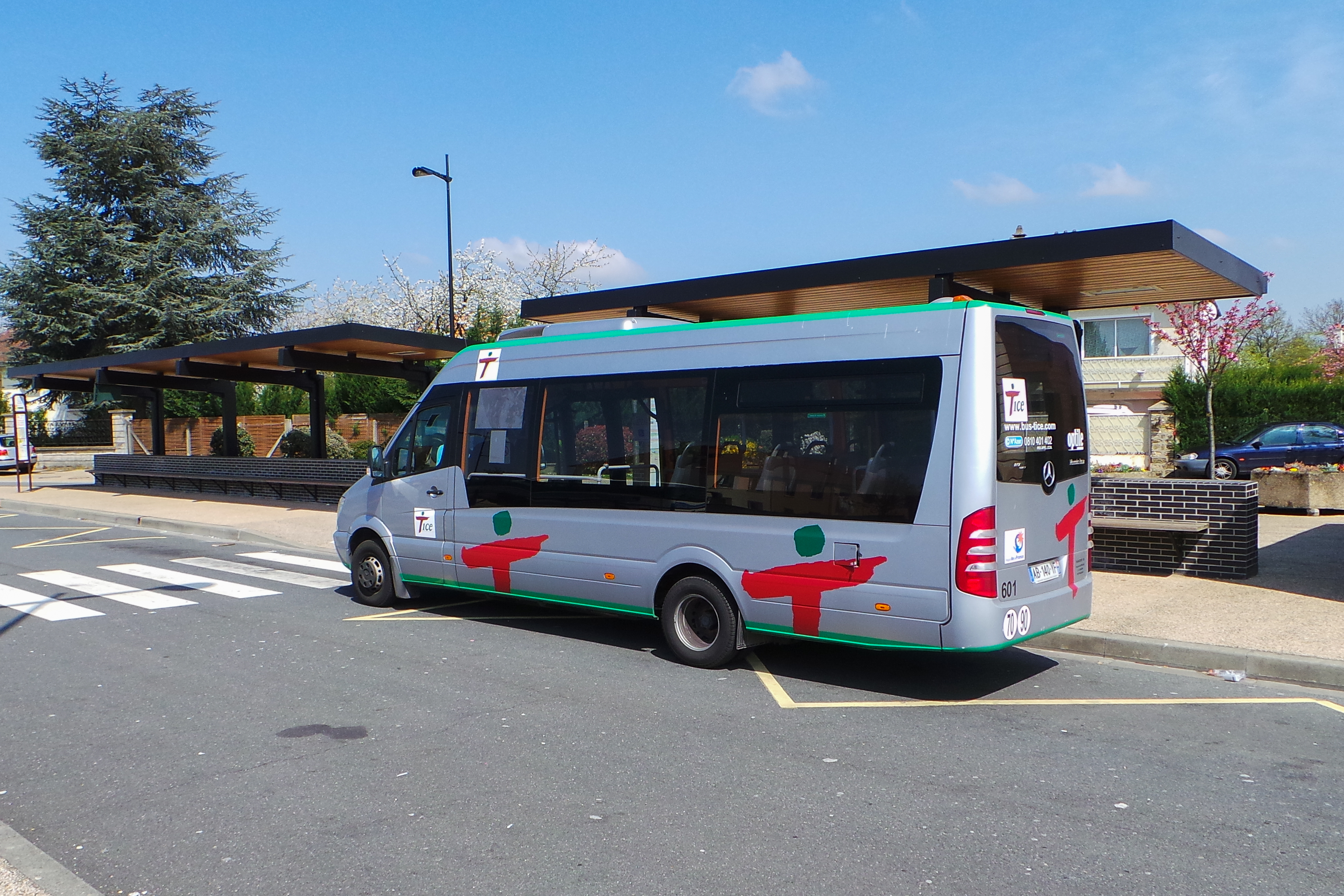
Mercedes Sprinter City 65 sur la ligne 412 au terminal David Douillet au Coudray-Montceaux.
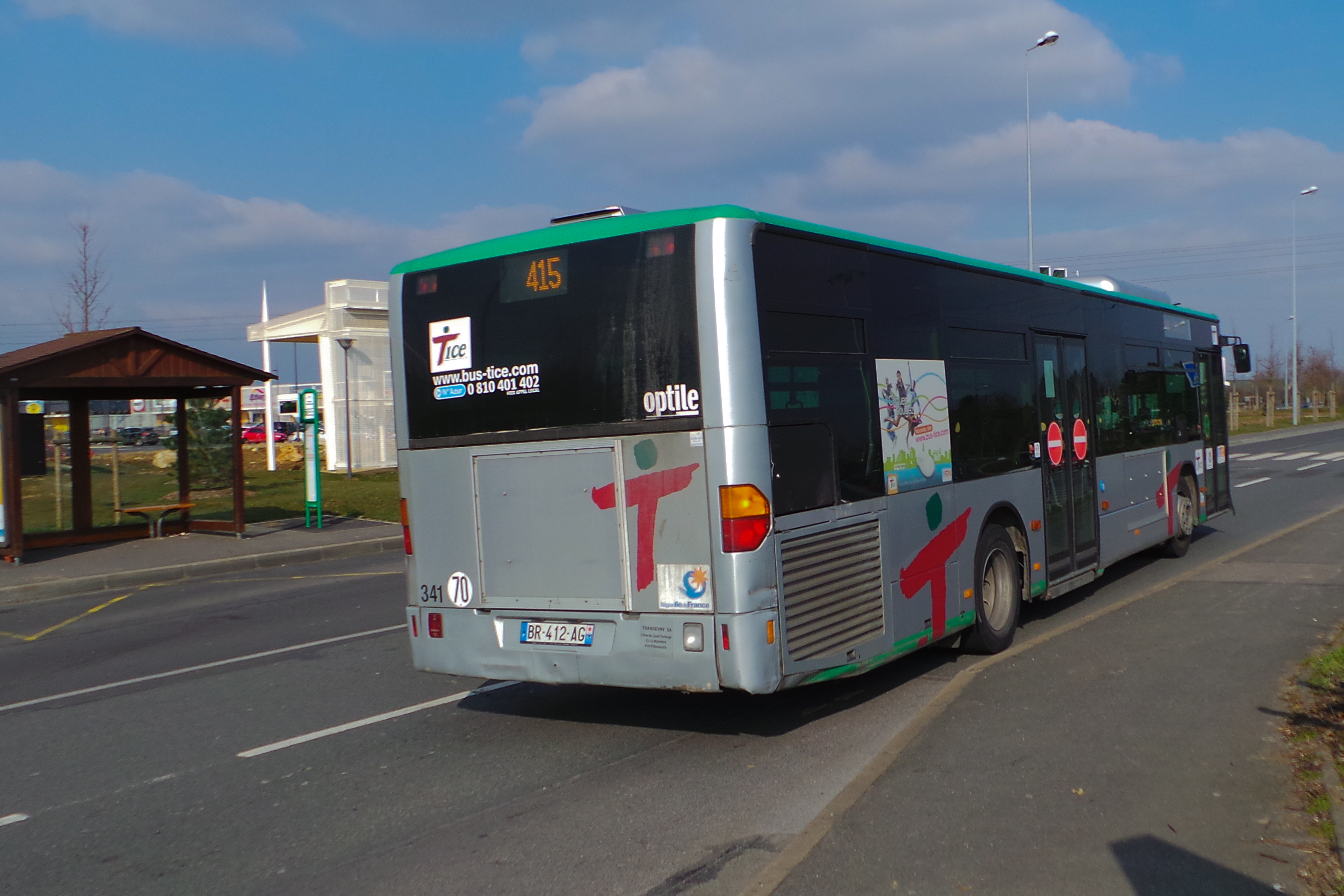
Mercedes Citaro sur la ligne 415 dans la zone commerciale de Villabé.
Mercedes Citaro G C2 sur la ligne 402 à Évry-Courcouronnes.
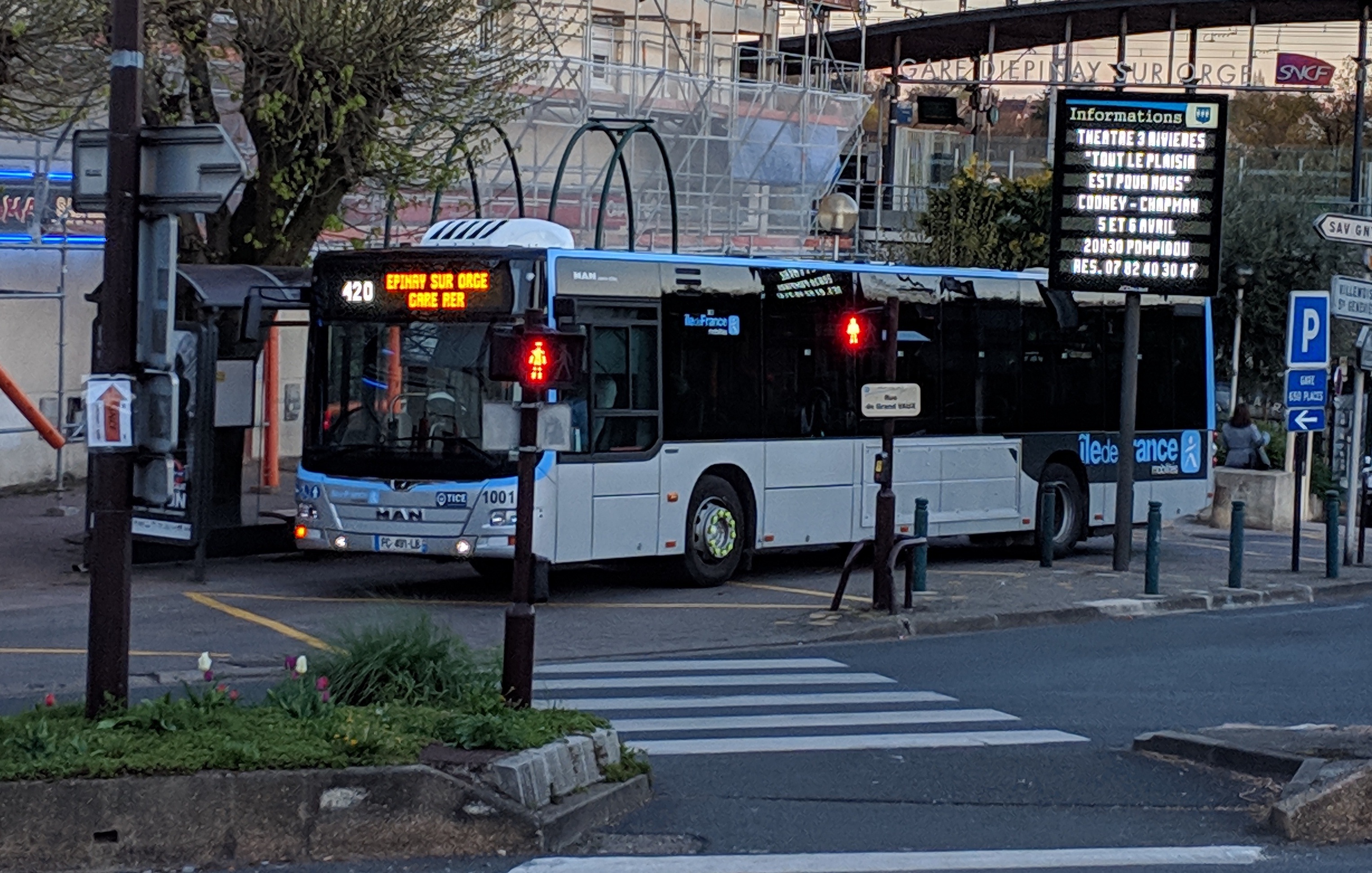
Man Lion's City sur la ligne 420 à la gare d'Épinay-sur-Orge.
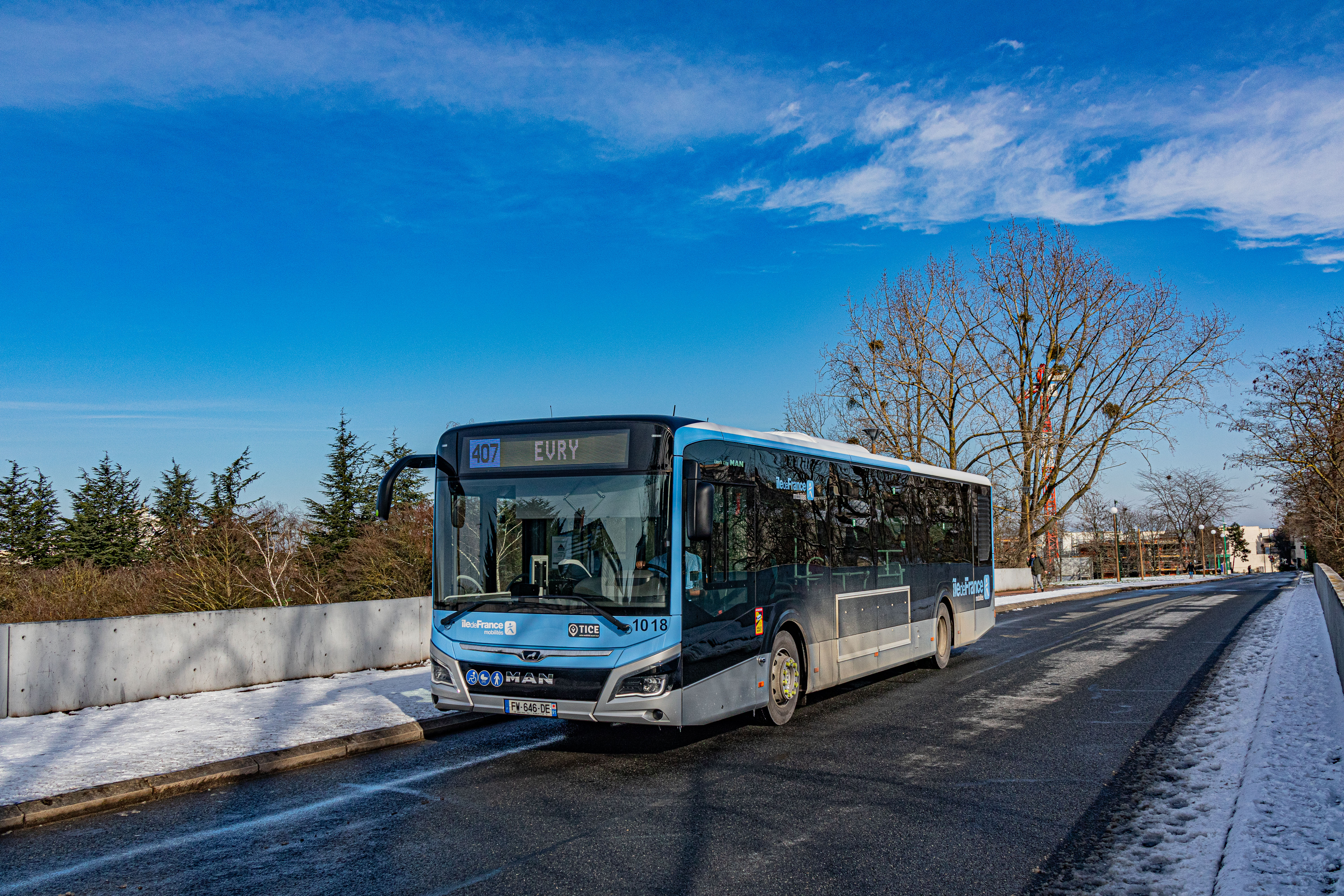
MAN Lion's City 12 N°1018 sur la ligne 407 (Évry-Courcouronnes — Aunettes ↔ Val de Ris — Gare RER).

## Identité visuelle

Ancien logo de 1990 à 2018
Logo du service Timéo.
Logo à partir de 2018.